# Djupgölen (Tvings socken, Blekinge, 624812-146980)
Djupgölen är en sjö i Karlskrona kommun i Blekinge och ingår i Nättrabyån-Ronnebyåns kustområde. Sjön är 12,3 meter djup, har en yta på 0,008 kvadratkilometer och är belägen 100 meter över havet.